# Граф Сальданья
Граф де Сальданья — испанский дворянский титул. Он был создан католическими королями в 1479 году для Хуана Лопеса де Мендосы, старшего сына и предполагаемого наследника 1-го герцога дель Инфантадо. Название титула происходит от названия города Сальданья в провинции Паленсия.

## История
В средние века графство Сальданья принадлежала Диего Муньосу, графу де Сальданья, который заключил союз с Фернаном Гонсалесом, графом Кастилии, против своего сюзерена, короля Леона Рамиро II.
В 1475 году католические короли Фердинанд и Изабелла предоставили титул герцога дель Инфантадо Диего Уртадо де Мендосе (1417—1479). В 1479 году вилла де Сальданья, имевшая статус графства, также была передана герцогу дель Инфантадо. Титул графа де Сальданья стал титулом наследника герцога дель Инфантадо. В этот период наследником Диего Уртадо де Мендосы, 1-го герцога дель Инфантадо, был Хуан Лопес де Мендоса, ставший 1-м графом де Сальданья. После смерти Хуана Лопеса титул 2-го графа де Сальданья получил его младший брат, Иньиго Лопес де Мендоса, ставший 2-м герцогом дель Инфантадо.
Титулы графа де Сальданья и маркиза де Сантильяна стали титулами наследника герцогства дель Инфантадо. В 1882 году после смерти бездетного Мариано Тельеса-Хирона и Бофорта, 15-го герцога дель Инфантадо и 18-го графа де Сальданья (1814—1882), графский титул прервался.
В 1893 году король Испании Альфонсо XIII восстановил титул графа де Сальданья для Андреса Авелино де Артеаги-и-Сильвы (1833—1910), ставшего 16-м герцогов дель Инфантадо и 19-м графом де Сальданья.
В настоящее время графский титул носит Альмудена де Артеага и Анчустегуи (род. 1986), 25-я графиня де Сальданья, дочь Альмудены де Артеаги и Алькасар, 20-й герцогини дель Инфантадо, и Хосе Луиса Анчустегуи.

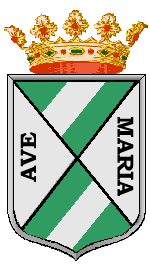
Герб города Сальданья (провинция Паленсия)

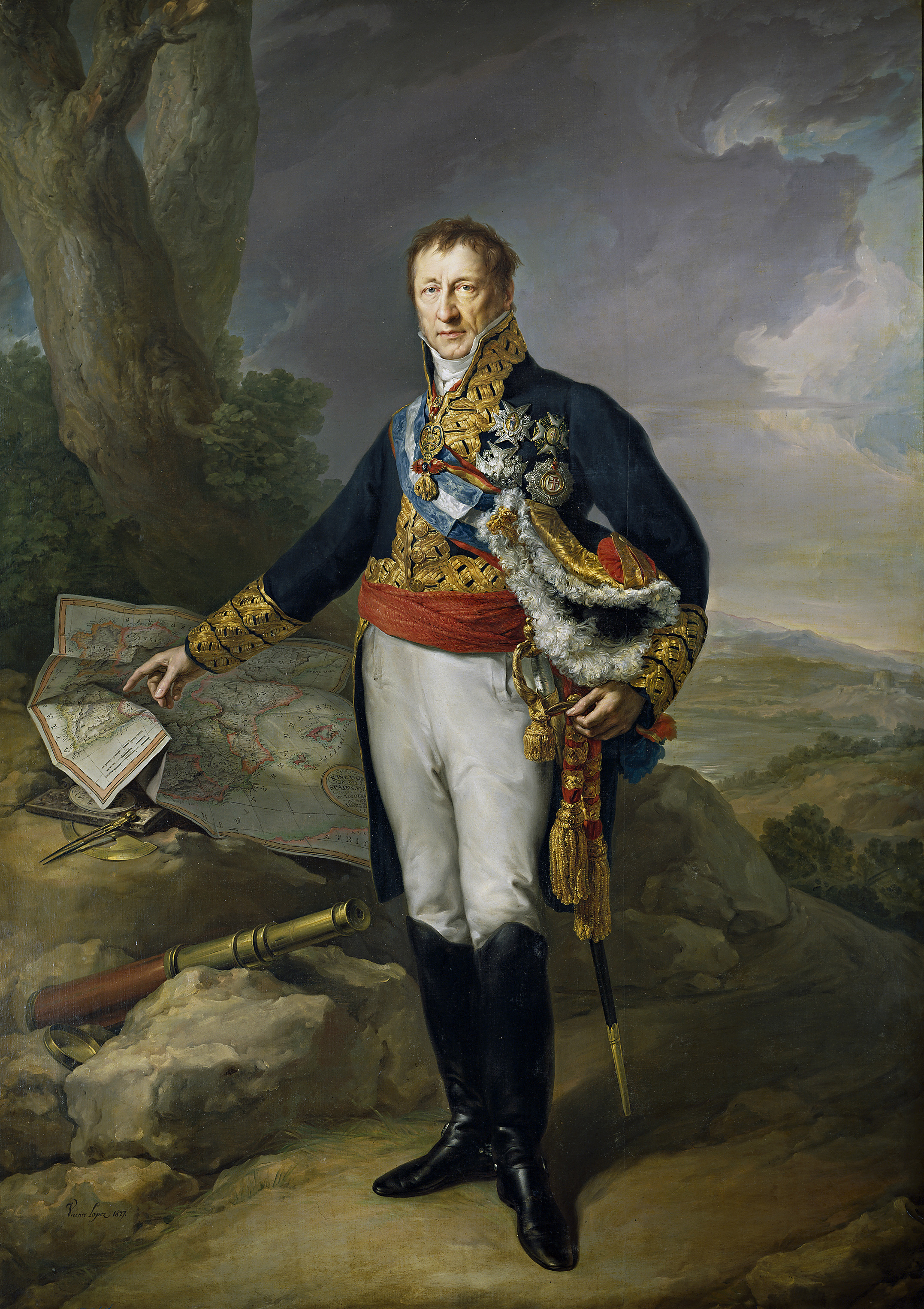
Педро де Алькантара Альварес де Толедо, 16-й граф де Сальданья, художник Висенте Лопес и Портанья, Прадо.

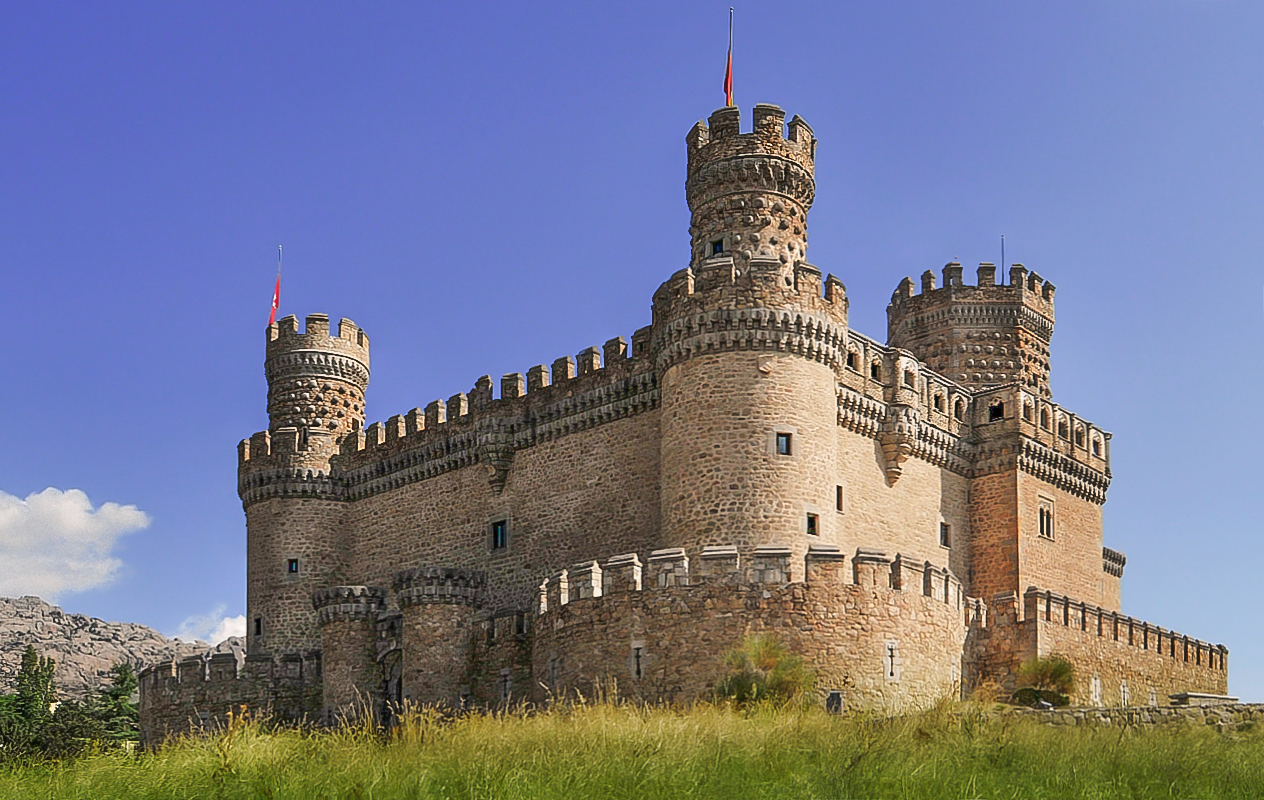
Замок де Мансанарес (Мадрид). Построен в XV веке герцогами дель Инфантадо, графами де Сальданья и графами дель-Реал-де-Мансанарес

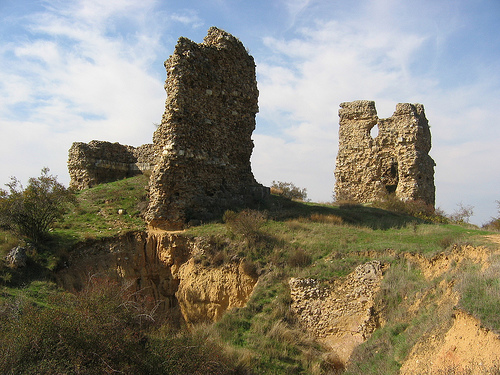
Замок Сальданья, построенный в 10-м веке, перестроен в 15 веке герцогами дель Инфантадо, сейчас находится в руинах.

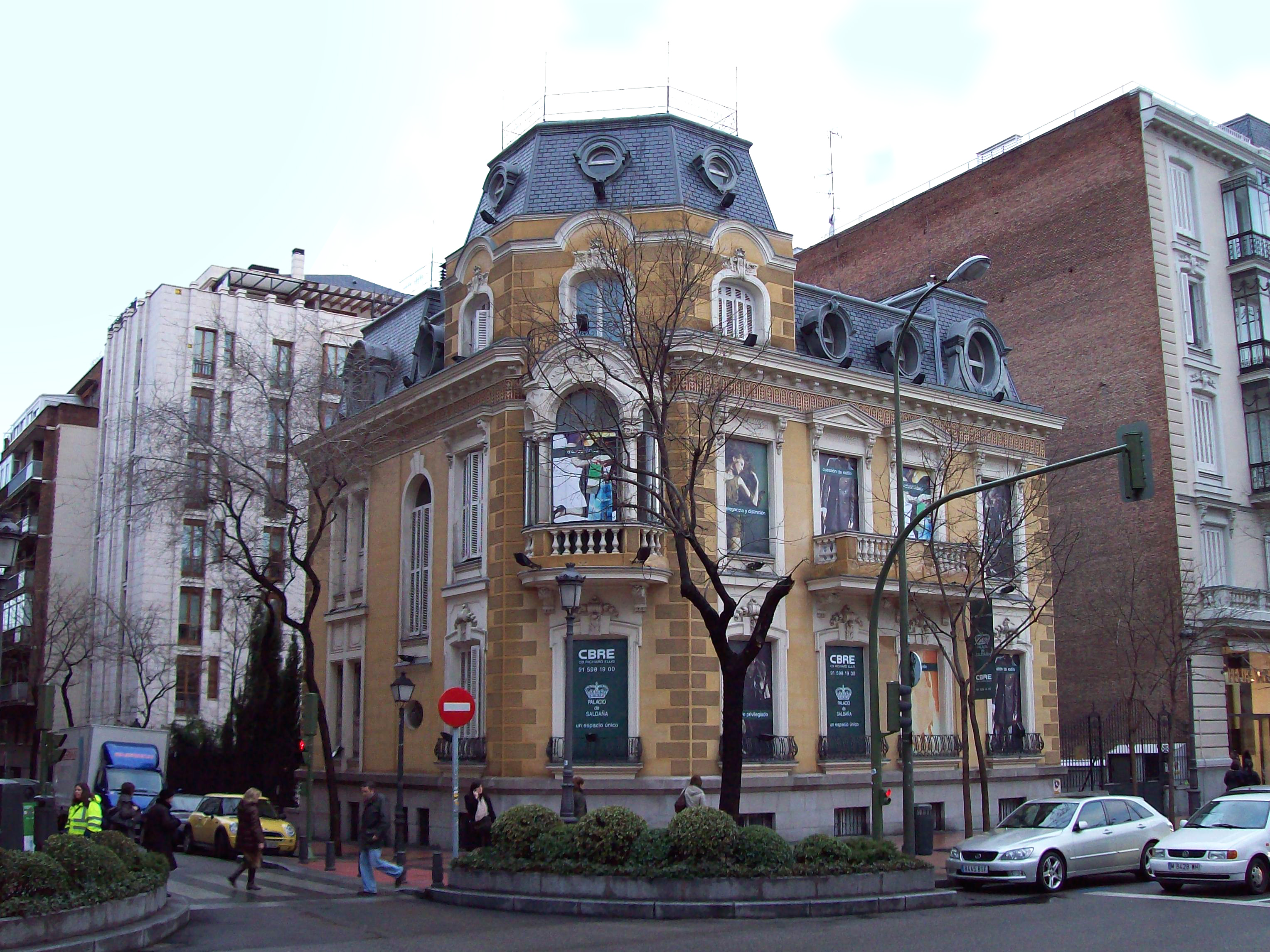
Дворец Сальданья в Мадриде

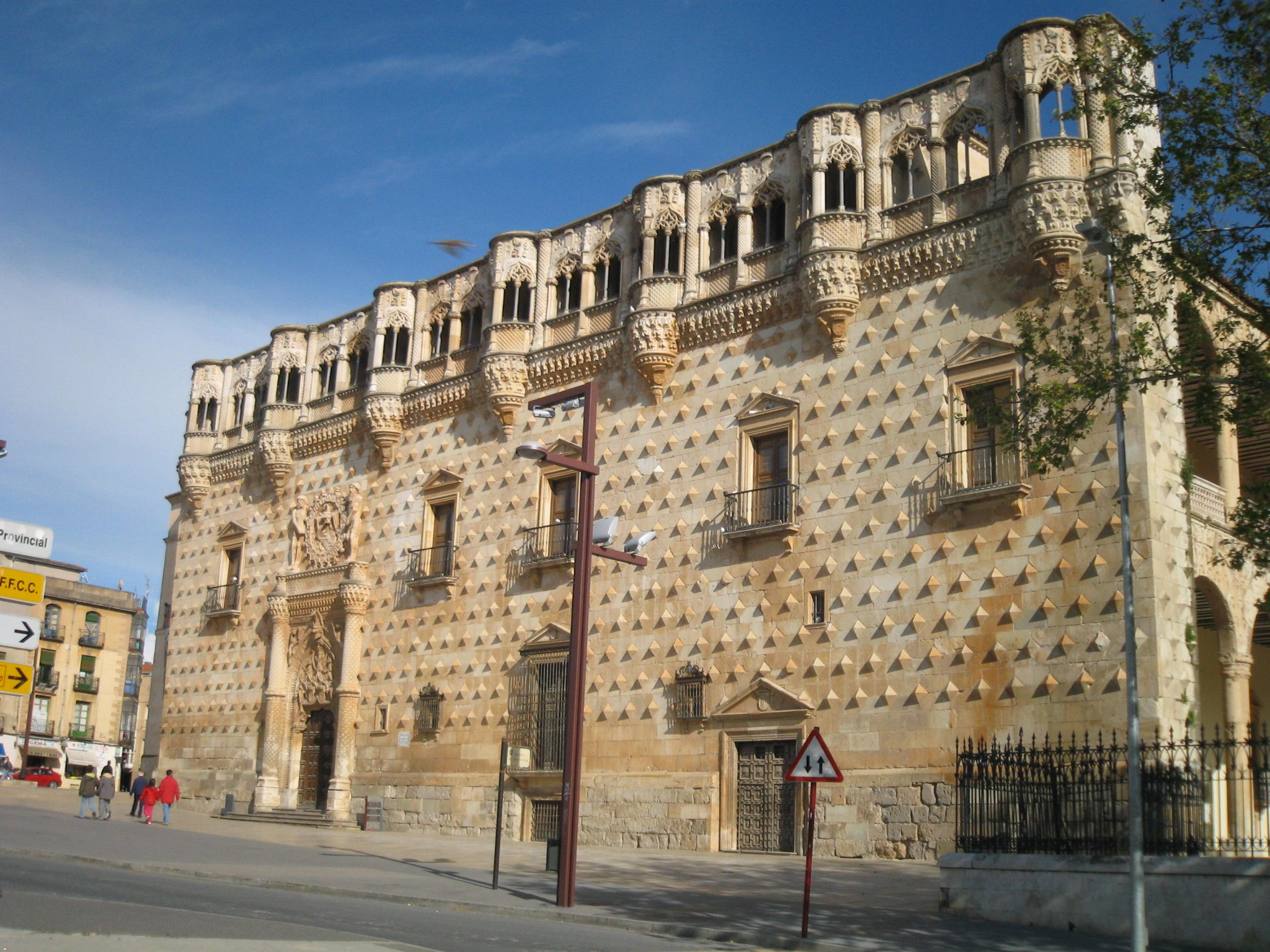
Дворец герцогов дель Инфантадо и графов де Сальданья в Гвадалахаре

## Графы де Сальданья
|                                                                 | Титул                                                               | Период                                 |
| Креация создана католическими королями                          | Креация создана католическими королями                              | Креация создана католическими королями |
| --------------------------------------------------------------- | ------------------------------------------------------------------- | -------------------------------------- |
| 1-й                                                             | Хуан Лопес де Мендоса и Луна                                        | 1479 — ?                               |
| 2-й                                                             | Иньиго Лопес де Мендоса и Луна                                      | 1438-1500                              |
| 3-й                                                             | Диего Уртадо де Мендоса и Луна                                      | 1461-1531                              |
| 4-й                                                             | Иньиго Лопес де Мендоса и Пиментель                                 | 1493-1566                              |
| 5-й                                                             | Диего Уртадо де Мендоса и Арагон                                    |                                        |
| 6-й                                                             | Иньиго Лопес де Мендоса и Мендоса                                   | 1554-1633                              |
| 7-й                                                             | Диего Уртадо де Мендоса и Энрикес де Кабрера                        | умер в детстве                         |
| 8-я                                                             | Ана де Мендоса и Энрикес де Кабрера                                 | 1554-1633                              |
| 9-я                                                             | Луиса де Мендоса и Мендоса                                          |                                        |
| 10-й                                                            | Родриго Диас де Вивар Уртадо де Мендоса и Сандоваль                 | 1614-1657                              |
| 11-я                                                            | Каталина Уртадо де Мендоса и Сандоваль                              | 1616-1686                              |
| 12-й                                                            | Грегорио де Сильва-и-Мендоса                                        | 1649-1693                              |
| 13-й                                                            | Хуан де Диос де Сильва-и-Мендоса-и-Аро                              | 1672-1737                              |
| 14-я                                                            | Мария Тереса Уртадо де Мендоса и Сандоваль де ла Вега               |                                        |
| 15-й                                                            | Педро де Алькантара Альварес де Толедо и Сильва и Мендоса Пиментель | 1729-1790                              |
| 16-й                                                            | Педро де Алькантара Альварес де Толедо и Сальм-Сальм                | 1841                                   |
| 17-й                                                            | Педро де Алькантара Тельес-Хирон и Бофорт-Спонтин                   | 1841-1844                              |
| 18-й                                                            | Мариано Тельес-Хирон и Бофорт Спонтин                               | 1844-1882                              |
| Креация восстановлена королем Испании Альфонсо XIII в 1893 году |                                                                     |                                        |
| 19-й                                                            | Андрес Авелино де Артеага-и-Сильва, Мендоса и Сандоваль             | 1893-1910                              |
| 20-й                                                            | Хоакин де Артеага-и-Эчагуэ                                          | 1910-1947                              |
| 21-й                                                            | Иньиго де Артеага-и-Фальгера                                        | 1947-1966                              |
| 22-й                                                            | Иньиго де Артеага и Мартин Фалгуэра и Сантьяго Кнча (1-й раз)       | 1966-2002                              |
| 23-й                                                            | Иньиго де Артеага и дель Алькасар                                   | 2002-2012                              |
| 24-й                                                            | Иньиго де Артеага и Мартин Фалгуэра и Сантьяго Конча (2-й раз)      | 2013-2018                              |
| 25-я                                                            | Альмудена де Артеага и Анчустегуи                                   | 2018 — настоящее время                 |

## История графов де Сальданья
Восстановление креации в 1893 году:
- Андрес Авелино де Артеага Ласкано и Сильва (1833—1915), 19-й граф де Сальданья, 16-й герцог дель Инфантадо, 14-й маркиз де Сеа, 14-й маркиз де Гуадалест, 14-й маркиз де ла Гуардия, 13-й марки де Эстепа, 12-й маркиз де Армуния, 11-й маркиз де Ариса, 6-й маркиз де Аргесо, 6-й маркиз де Вальмедиано, маркиз де Сантильяна, 16-й граф дель-Реал-де-Мансанарес, 9-й граф де Санта-Эуфемия, граф де Торрес и 10-й граф де ла Моклова.

1. Супруга — Мария де Белен Эчагве и Мендес де Виго, дочь Рафаэля Эчагве и Бермингема, 1-го графа дель Серральо. Ему наследовал их сын:

- Хоакин Игнасио де Артеага-и-Эчагуэ Сильва и Мендес де Виго (1870—1947), 20-й граф де Сальданья, 17-й герцог дель Инфантадо, 13-й маркиз де Армуния, 12-й маркиз де Ариса, 14-й маркиз де Эстепа, 18-й маркиз де Сантильяна, 10-й маркиз де Лаула, 9-й маркиз де Монте-де-Вай, 12-й маркиз де Вивола, 16-й маркиз де Сеа, 8-й маркиз де Вальмедиано, 11-й маркиз де ла Элиседа, 5-й граф де Коррес, 11-й граф де ла Монклова, 10-й граф де Санта-Эуфемия, 18-й граф дель-Реал-де-Мансанарес, 15-й граф дель-Сид, 23-й сеньор де ла Каса де Ласкано.

1. Супруга — Исабель Фалгуэра и Морено, 3-я графиня де Сантьяго. Ему наследовал их сын:

- Иньиго де Лойола де Артеага и Фалгуэра (1905—1997), 21-й граф де Сальданья, 14-й герцог де Франкавилья, 18-й герцог дель Инфантадо, 14-й маркиз де Армуния, 13-й маркиз де Ариса, 15-й маркиз де Эстепа, 19-й маркиз де Сантильяна, 17-й маркиз де Сеа, 10-й маркиз де Монте-де-Вай, 9-й маркиз де Вальмедиано, 13-й маркиз де Вивола, 19-й граф дель-Реал-де-Мансанарес, 11-й граф де Санта-Эуфемия, 12-й граф де ла Монклова, 5-й граф дель-Серральо, 6-й граф де Коррес, 17-й граф дель-Сид, 4-й граф де Сантьяго.

1. Супруга — Ана Роза Мартин и Сантьяго-Конча.
2. Супруга — Мария Кристина де Саламанка и Каро, 6-я графиня де Сальсивар. Второй брак был бездетным. Ему наследовал его сын от первого брака:

- Иньиго де Артеага и Мартин (1941—2018), 22-й граф де Сальданья, 19-й герцог дель Инфантадо, 15-й маркиз де Армуния, 20-й маркиз де Сантильяна, 14-й маркиз де Ариса, 20-й граф дель-Реал-де-Мансанарес, 12-й граф де ла Монклова, 7-й граф де Коррес, 18-й маркиз де Сеа, 9-й маркиз де Вальмедиано, 19-й маркиз де Тавара.

1. Супруга — Альмудена дель Алькасар и Армада, дочь Хуана Баутисты дель Алькасара и де ла Виктории, 7-го графа де лос Асеведос и Рафаэлы Армады и Ульоа, дочери 7-го графа де Ревильягигедо.
2. Супруга — Кармен Кастело Bereguiain. Ему наследовал его сын от первого брака:

- Иньиго де Артеага и дель Алькасар (1969—2012), 23-й граф де Сальданья, 20-й маркиз де Тавара, 8-й граф де Коррес. 14 октября 2012 года погиб в авиационной катастрофе. Ему наследовал его отец:

- Иньиго де Артеага и Мартин (1941—2018), 24-й граф де Сальданья (2-й раз), 19-й герцог дель Инфантадо, 15-й маркиз де Армуния, 20-й маркиз де Сантильяна, 14-й маркиз де Ариса, 20-й граф дель-Реал-де-Мансанарес, 12-й граф де ла Монклова, 9-й граф де Коррес (2-й раз), 18-й маркиз де Сеа, 9-й маркиз де Вальмедиано, 19-й маркиз де Тавара. Ему наследовала его внучка:

- Альмудена де Артеага и Анчустегуи (род. 1986), 25-я графиня де Сальданья, дочь Альмудены де Артеаги и дель Алькасар, 20-я герцогиня дель Инфантадо, и Хосе Луиса Анчустегуи и Лауриа.

1. Супруг — Хавьер Санчес-Лосано и Веласко.